# Krzywiń
Krzywiń is een stad in het Poolse woiwodschap Groot-Polen, gelegen in de powiat Kościański. De oppervlakte bedraagt 1,67 km², het inwonertal 1525 (2005).